# Christian von Hammerstein (Jurist, 1933)
Christian Freiherr von Hammerstein (* 22. April 1933 in Schwerin; † 21. August 2019 in Berlin) war ein deutscher Verwaltungsjurist und Ministerialdirigent a. D. 

## Leben
Christian von Hammerstein war ein Sohn des gleichnamigen Juristen Christian von Hammerstein aus dessen zweiter Ehe mit Eleonore, geb. Schröder (* 1905), einer Tochter des Gutsbesitzers Ladislaus Schröder auf Groß Siemen. Er war verheiratet und hatte drei Söhne.
Von Hammerstein studierte Jura in Heidelberg und Göttingen. In Heidelberg wurde er 1953 Mitglied des Corps Vandalo-Guestphalia. Er wurde in Göttingen zum Dr. jur. promoviert und schloss dann mit dem Assessorexamen seinen Referendardienst ab. Nach Verwendungen im Bereich des Bundesinnenministeriums war Hammerstein, der in der fünften Generation im zivilen Staatsdienst tätig war, von 1990 bis 1998 als Ministerialdirigent für Aufbau und Leitung des Sekretariats der unabhängigen Regierungskommission Parteivermögen in Berlin zuständig. Am 8. Juli 1998 folgte er Hans-Jürgen Papier als Vorsitzender der seit dem 1. Juni 1990 bestehenden Unabhängigen Kommission zur Überprüfung des Vermögens der Parteien und Massenorganisationen der DDR (UKPV). Anlässlich der Verabschiedung der Unabhängigen Kommission am 15. Dezember 2006 wurde Christian von Hammerstein das Verdienstkreuz 1. Klasse des Verdienstordens der Bundesrepublik Deutschland verliehen. Bis 2006 hatte die Treuhandanstalt 1,6 Milliarden Euro aus Parteivermögen, das nicht nach rechtsstaatlichen Grundästzen erworben worden war, aufgespürt und sichergestellt.
Er war Initiator und erster Vorsitzender der Bürgerstiftung Berlin. Er war Vorsitzender und Kurator des Clubs von Berlin. Seit den frühen 1970er Jahren war er ehrenamtlicher Vorsitzender des Fortbildungswerks für Studenten und Schüler e. V. Nach dessen Auflösung initiierte Hammerstein 1992 die Neugründung des Vereins zur Förderung politischen Handelns e. V. und seines Politischen Bildungswerks „Junge Erwachsene machen Politik (JumP)!“.

## Ehrungen und Auszeichnungen
- 1996: Verdienstkreuz am Bande des Verdienstordens der Bundesrepublik Deutschland
- 2006: Verdienstkreuz I. Klasse des Verdienstordens der Bundesrepublik Deutschland

## Werke
- Das Verhältnis von Bundes- und Landesverfassungsgerichtsbarkeit. Göttingen, Rechts- und staatswissenschaftliche Fakultät, Diss. v. 2. Febr. 1961